# 법률민원사무소
법률민원사무소(Office for Legal Complaints: OLC)는 영국 변호사에 대한 민원을 조사하는 무료서비스인 법률 옴부즈맨의 위원회이다.
법률민원사무소는 2007년 법률서비스법에 의해 설립되었다. 법무부의 공공기관인 법률서비스위원회가 OLC의 위원을 임명한다.

## 목표
사무소는 다음과 같은 법에 명시된 규제 목표를 가진다.
- 공익 보호 및 증진;
- 법률의 헌법 원칙을 지지
- 사법정의에 대한 접근성 향상
- 소비자의 이익 보호 및 증진
- 서비스 제공에 있어 경쟁 촉진
- 독립적이고 강력하며 다양하고 효과적인 법률 전문가를 장려
- 시민의 법적 권리와 의무에 대한 대중의 이해 증진
- 전문적 원칙 준수 촉진 및 유지